# Kontrolminister
En kontrolminister er en minister, som udnævnes for at (nogle af) de partier, som ellers ville være i opposition, får indflydelse på landets styrelse i krigs- eller krisetider. Der er ingen veldefineret grænse mellem "en regering med kontrolministre" og "en samlingsregering".
Danmark har haft kontrolministre (eller samlingsregeringer) i forbindelse med første og anden verdenskrig.
Da J.C. Christensen, Christian Michael Rottbøll og Thorvald Stauning fra 1916 til 1918 var kontrolministre i ministeriet Zahle II, var det med titel af Minister uden Portefeuille (Stauning fortsatte til 1920).
10. april 1940 indtrådte Søren Brorsen, O.C. Krag, Henrik A.R. Hauch, Henning Hasle, John Christmas Møller og Vilhelm Fibiger som kontrolministre (benævnt Ministre uden Portefeuille) i Regeringen Thorvald Stauning V.
| Politik | Spire Denne artikel om politik og ideologi er en spire som bør udbygges. Du er velkommen til at hjælpe Wikipedia ved at udvide den. |